# Anidride clorosolfonica
L'anidride clorosolforica o cloruro di pirosolforile è un ossicloruro di  zolfo, anidride dell'acido clorosolforico.

Si presenta come un liquido incolore denso dall'odore pungente, insolubile in acqua fredda e tendente a idrolisi. La sua tendenza a fumare all'aria è bassa quando puro, mentre aumenta all'aumentare delle impurezze di acido clorosolforico (più propenso all'idrolisi).

## Sintesi
Può essere sintetizzata in laboratorio per reazione tra anidride solforica e tetracloruro di carbonio.
2 SO3 + CCl4 → S2O5Cl2 + COCl2
Esistono anche altri metodi di sintesi che non producono fosgene come sottoprodotto, per esempio il miscelaggio di anidride solforica e cloruro di solforile.
SO3 + SO2Cl2 → S2O5Cl2

## Reazioni
Si drolizza lentamente a contatto con l'acqua.
S2O5Cl2 + 3 H2O → 2 H2SO4 + 2 HCl↑